# マトソン社

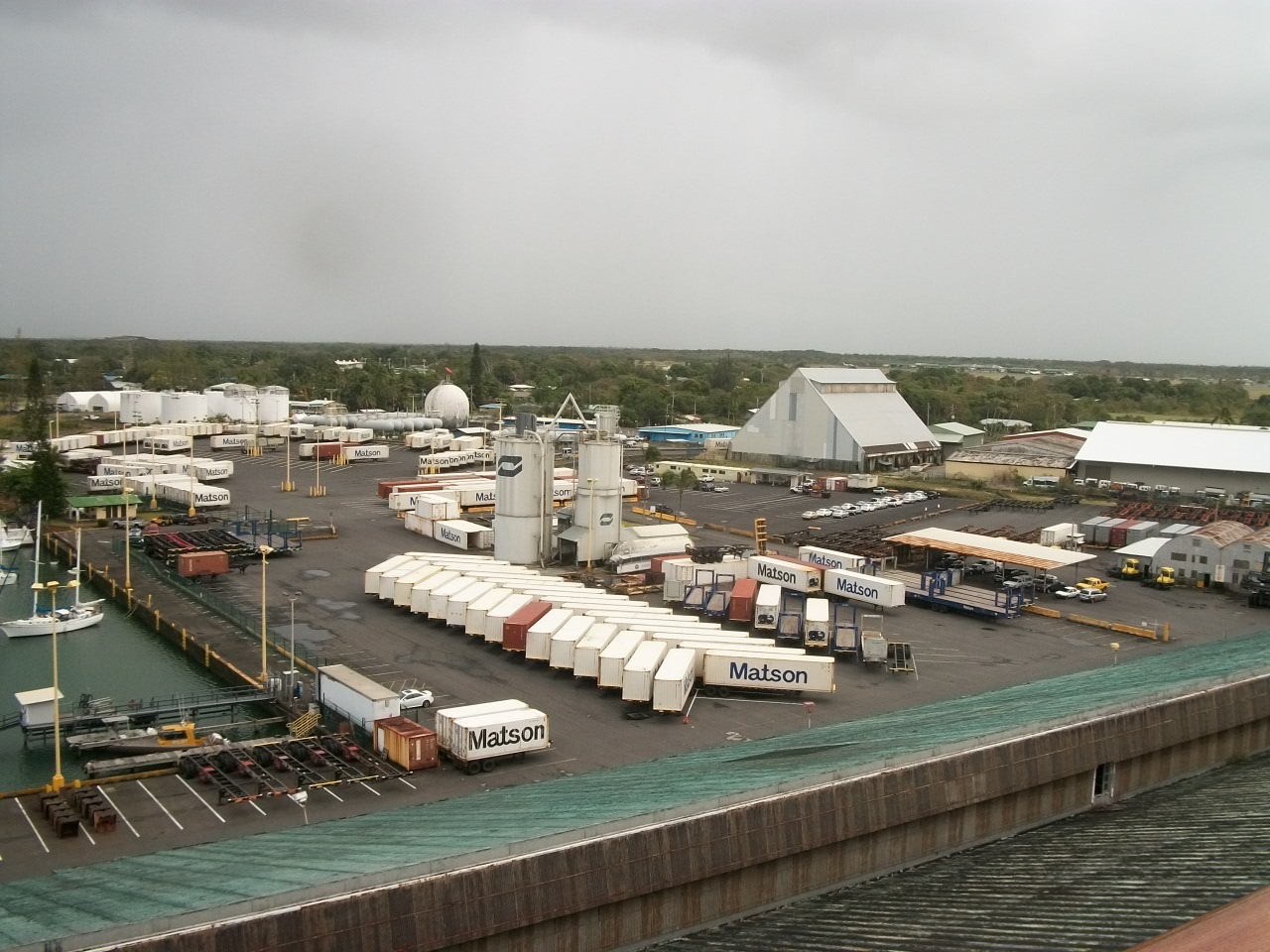
マトソン社のコンテナが集まる海上輸送ドック

マトソン社（英語: Matson, Inc.）は子会社のマトソン航行会社（Matson Navigation Company）を持っていて、アメリカ合衆国の太平洋上、特にハワイ州内外の海上輸送に携わる会社である。1882年に創業して、現在はホノルルに本社があり、ワイキキにある歴史的なモアナ・ホテル、ロイヤル・ハワイアン・ホテルにもかかわって、ハワイへの大衆旅行の先駆けにもなった。

## 歴史
マトソン社はウィリアム・マトソン（William Matson、1849 - 1917）が創設した。彼はスウェーデンのリセキル（Lysekil）に生まれ、幼いころ孤児になっている。ホーン岬を回って、1867年にサンフランシスコに着いた。
カリフォルニアとハワイで砂糖の精製と後にサトウキビの栽培で財をなした富豪のスペクルズ一家のヨットで働く間に、クラウス・スペクルズ（Claus Spreckels）と知り会って、その後マトソン所有の船舶の資金を出してもらう。1882年には3本の帆柱がある大型帆船「エマ・クローディア」がハワイ諸島に到着して、マトソン航行会社（Matson Navigation Company）の創業であった。
マトソンの輸送業はハワイのプランテーションにある商店へ品物を届け、帰りに砂糖を運んだ。そのうちにマトソンは旅行業にも進出したので、ハワイの旅行業が盛んになるのを見越して、1901年にはワイキキにモアナ・ホテルが完成したという歴史がある。マトソン社にはさらに多くの船が加わり、マトソンが1917年に亡くなる時には、太平洋を航行する最も快速で、近代的な船舶14艘を所有していた。
1920年代と1930年代ははマトソン社のさらなる拡大時期であった。増え続ける船団のために子会社で荷役と埠頭の業務を始めた。旅行客も増え、豪華クルーズ客船「マロロ」（Malolo）が投入されて、この船は太平洋航路では最速のクルーズ船であった。この成功後、1930～1932年には「マリポザ」（Mariposa）、「モンテレイ」（Monterey）、「ラーリン」（Lurline、ラーリンはローレライの詩的名称）が加わっている。また大恐慌時にロイヤル・ハワイアン・ホテルと前述のモアナ・ホテルが行き詰まった時に、マトソン社が買収している。両ホテルは後の1959年にシェラトンホテルへ売り渡している。
マトソン社は広報の一環で、サンフランシスコの目抜き通りのマーケット・ストリート215番地にマトソン・ビル（Matson Building）を建てて、そこのタワーから自社の船がゴールデンゲートを通過するのを見られるようにした。このビルは後に太平洋ガス・電気会社（PG&E）が買収しているが、PG&Eは自社のオフィスビルにした後もハワイの地図が描かれている壁などをそのまま保持している。
第二次世界大戦後のしばらく、マトソン社はダグラス DC-4で太平洋岸とハワイの間で航空輸送業を営んだ時期もあった。しかしパンアメリカン航空からの圧力で、連邦局からのライセンス更新が途絶えて廃業している。
1969年、マトソン社はアレクサンダー・アンド・ボールドウィン（略称：A&B社）に買収された。
2011年、マトソン社の親会社のA&B社から発表があり、A&Bとマトソン社を分離して、マトソン社の本社をカリフォルニア州オークランドからホノルルへ移ることとなった。現在、A&B（ALEX）とマトソン社（MATX）はニューヨーク証券取引所で別々に上場されている。
2015年、マトソン社はホライゾンラインズ社（Horaizon Lines）のアラスカ事業を買っている。

## 現在の事業
今日マトソン社は、ヤング・ブラザーズ・ハワイ社（Young Brothers Hawaii）などの競争相手もあるが、子会社のマトソン航行会社が用船22隻を使用していて（2015年現在）、マトソン・ターミナルズ会社（Matson Terminals, Inc.）がコンテナ・埠頭管理を司り、マトソン物流会社（Matson Logistics, Inc.）が倉庫・陸上輸送管理に携わり、ハワイ内外での海上輸送には抜きんでた力を持っていて、ハワイの諸港湾や島内の大型商店の店舗近くには「Matson」印の海上コンテナをよく見かける。

## ギャラリー

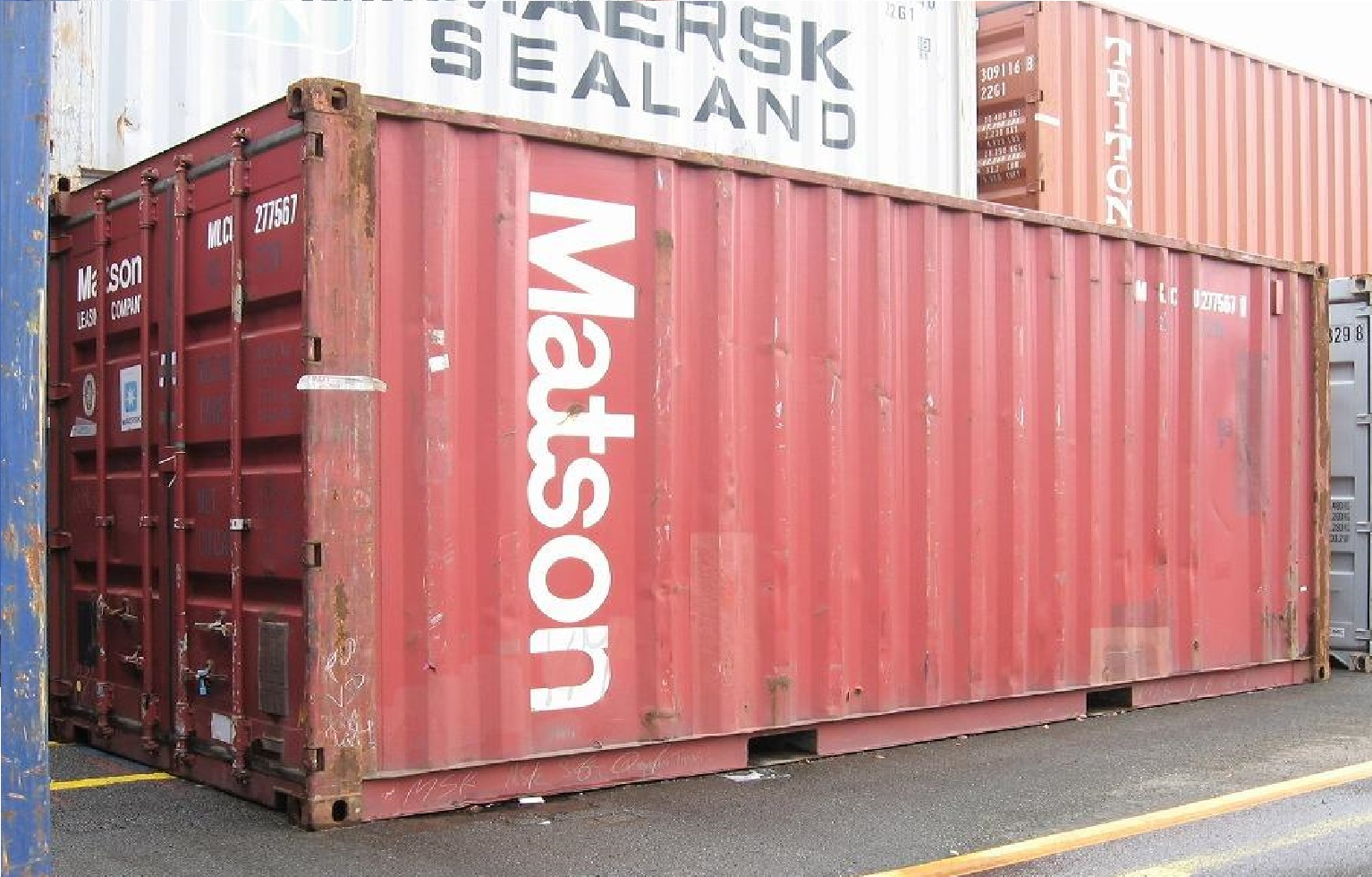
20 ft型、標準的なドライコンテナ。（タイプコード = 2210）　愛媛／新居浜港にて、2007年9月25日撮影。
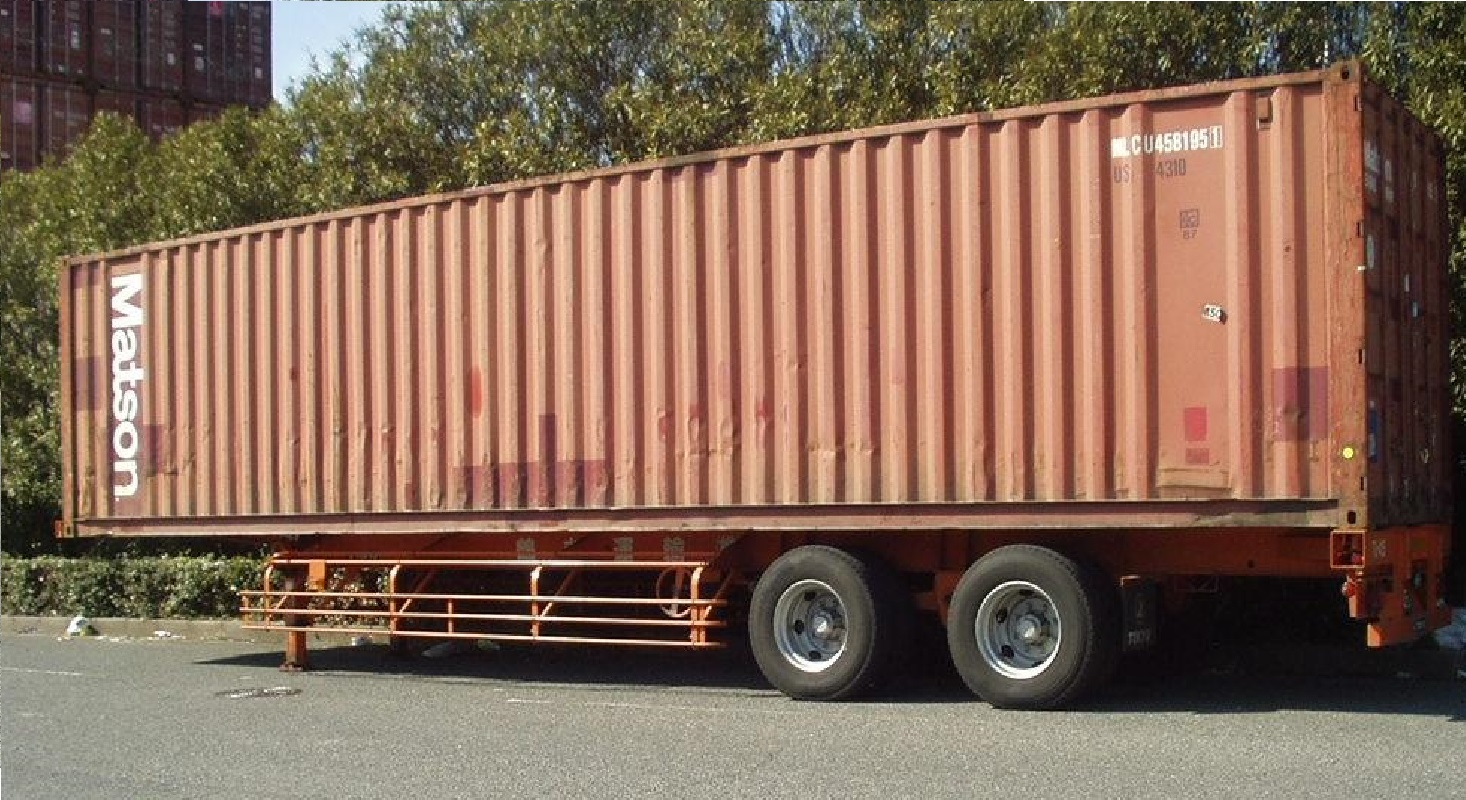
40 ft型、標準的なドライコンテナ。（タイプコード = 4310）　大阪／南港地区にて、2006年2月18日撮影。
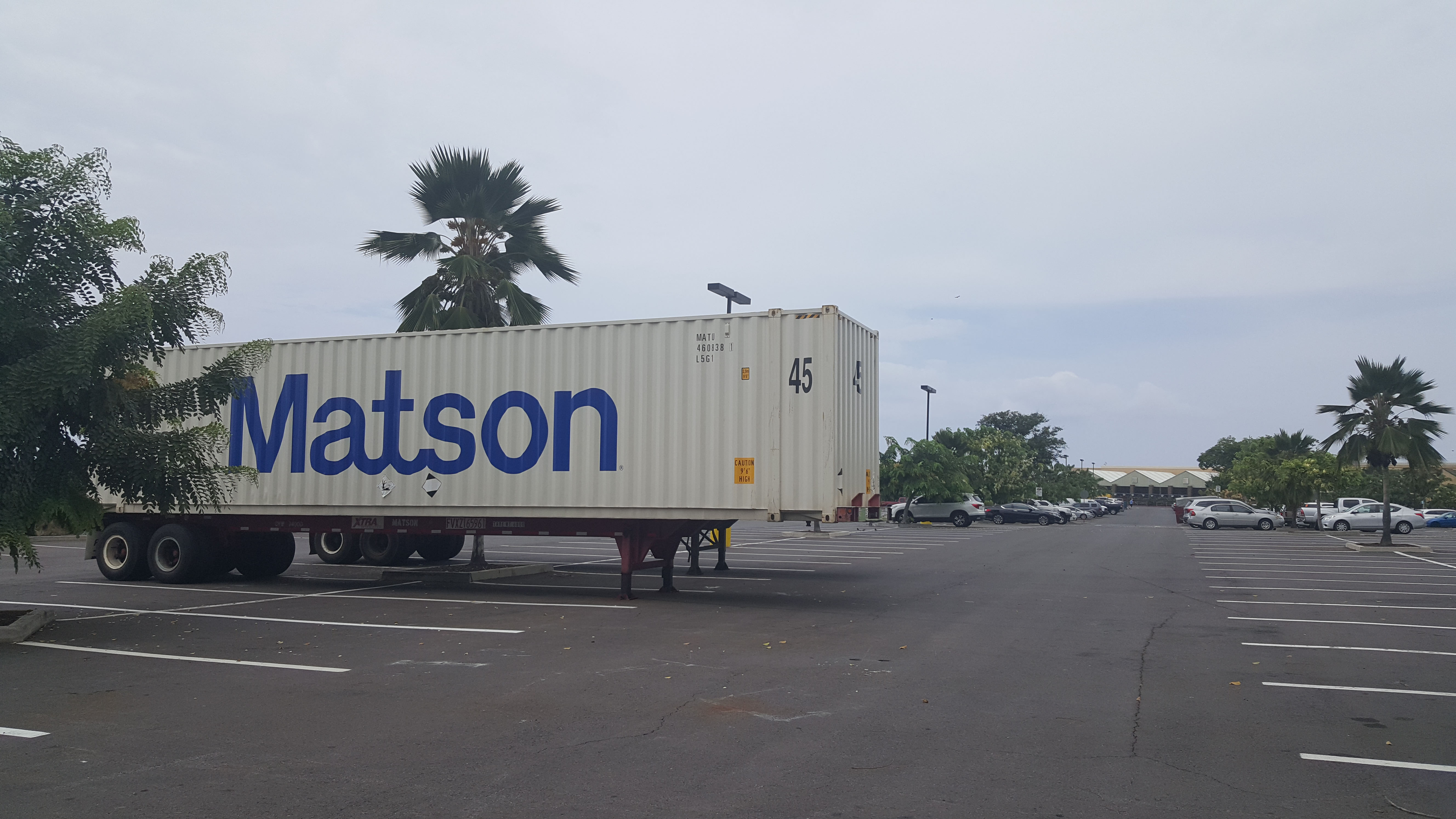
45 ft型、マトソン社の海上コンテナはハワイではどこにもある。右のマトソンとホライゾンの...
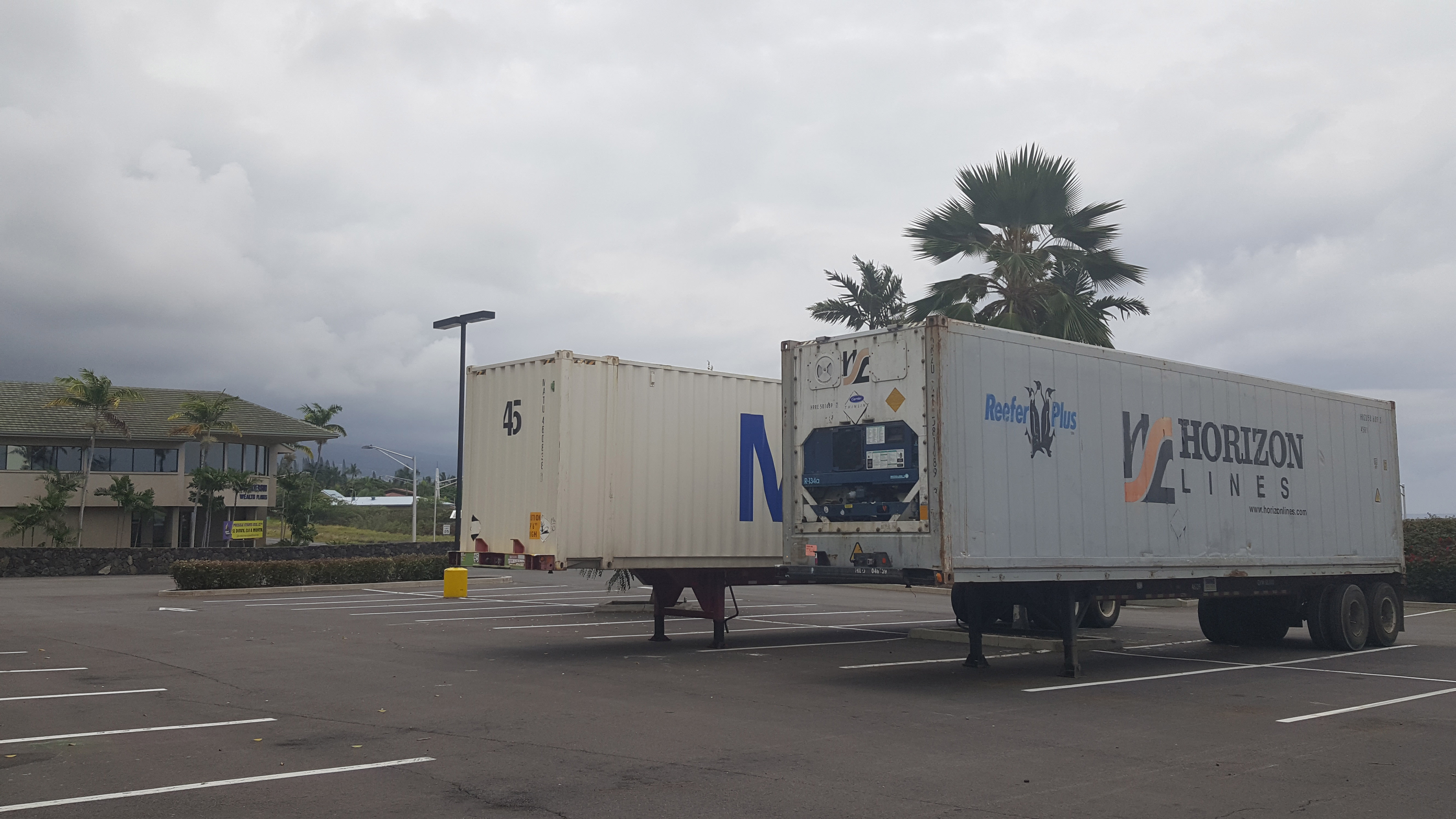
45 型、コンテナはカイルア・コナのウォルマートの広場に長い間放置されている。

## 参照項目
- ヤング・ブラザーズ・ハワイ（Young Brothers Hawaii）
- パシャ・ハワイ (Pasha Hawaii)